# Микич, Михаэль
Михаэль Микич (хорв. Mihael Mikić; род. 6 января 1980[…], Загреб) — хорватский футболист, полузащитник.

## Клубная карьера
Воспитанник футбольных клубов «НК Бистра (Загреб)» и «Интер» (Запрешич), за который дебютировал на профессиональном уровне в 16 лет.
Летом 1997 года перешёл в «Динамо» (Загреб). Осенью 1998 года в 18 лет дебютировал в Лиге чемпионов УЕФА. Свой первый гол в ЛЧ забил 4 ноября 1998 года на стадионе «Максимир» в матче против «Порту», который загребское «Динамо» выиграло со счётом 3-1, Микич открыл счёт в игре на 7 минуте. За семь сезонов, проведённых в составе «синих», стал четырёхкратным победителем чемпионата и трёхкратным обладателем кубка страны.
Летом 2004 года перешёл в «Кайзерслаутерн», в котором отыграл два сезона. В первый год выступлений за немецкий клуб Микич не был игроком основы, но в следующем году уже входил в число ключевых игроков команды. Сезон 2005/06 закончился для «Кайзерслаутерна» неудачно, клуб покинул Бундеслигу. Микич вернулся в Хорватию, подписав контракт с ФК «Риека», но после первой половины сезона присоединился к загребскому «Динамо», в котором успешно выступал до отъезда в Германию.
За время, когда Микич второй раз был игроком «Динамо» (Загреб), клуб дважды становился чемпионом Хорватии и дважды обладателем кубка страны. В общей сложности Микич защищал цвета «Динамо» на протяжении 9 лет и завоевал вместе с клубом 13 национальных трофеев (6 золотых медалей чемпионата, 5 кубков и 2 Суперкубка), являясь самым титулованным футболистом за историю клуба.
В январе 2009 года трансфер футболиста выкупил японский клуб «Санфречче Хиросима». В составе клуба Михаэль Микич провёл больше ста матчей и выиграл золотые медали чемпионатов 2012, 2013 и 2015 годов.

## Международная
Был игроком юношеской и молодёжной сборных Хорватии. Участник молодёжного ЧМ 1999 (до 21), проходившего в Нигерии.

## Личная жизнь
Любимый футболист — Райан Гиггз.
Женат на хорватской топ-модели Люпке Гойич, у пары две дочери, которые родились в Хорватии — Яна Сиенна (род. 2009) и Мила Амелия (род. 2011).

## Достижения
- Чемпион Хорватии (6): 1997/98, 1998/99, 1999/00, 2002/03, 2006/07, 2007/08
- Обладатель Кубка Хорватии (5): 1997/98, 2000/01, 2001/02, 2006/07, 2007/08
- Обладатель Суперкубка Хорватии (2): 2002, 2003
- Чемпион Японии (3): 2012, 2013, 2015